# Sindrome di Sanfilippo

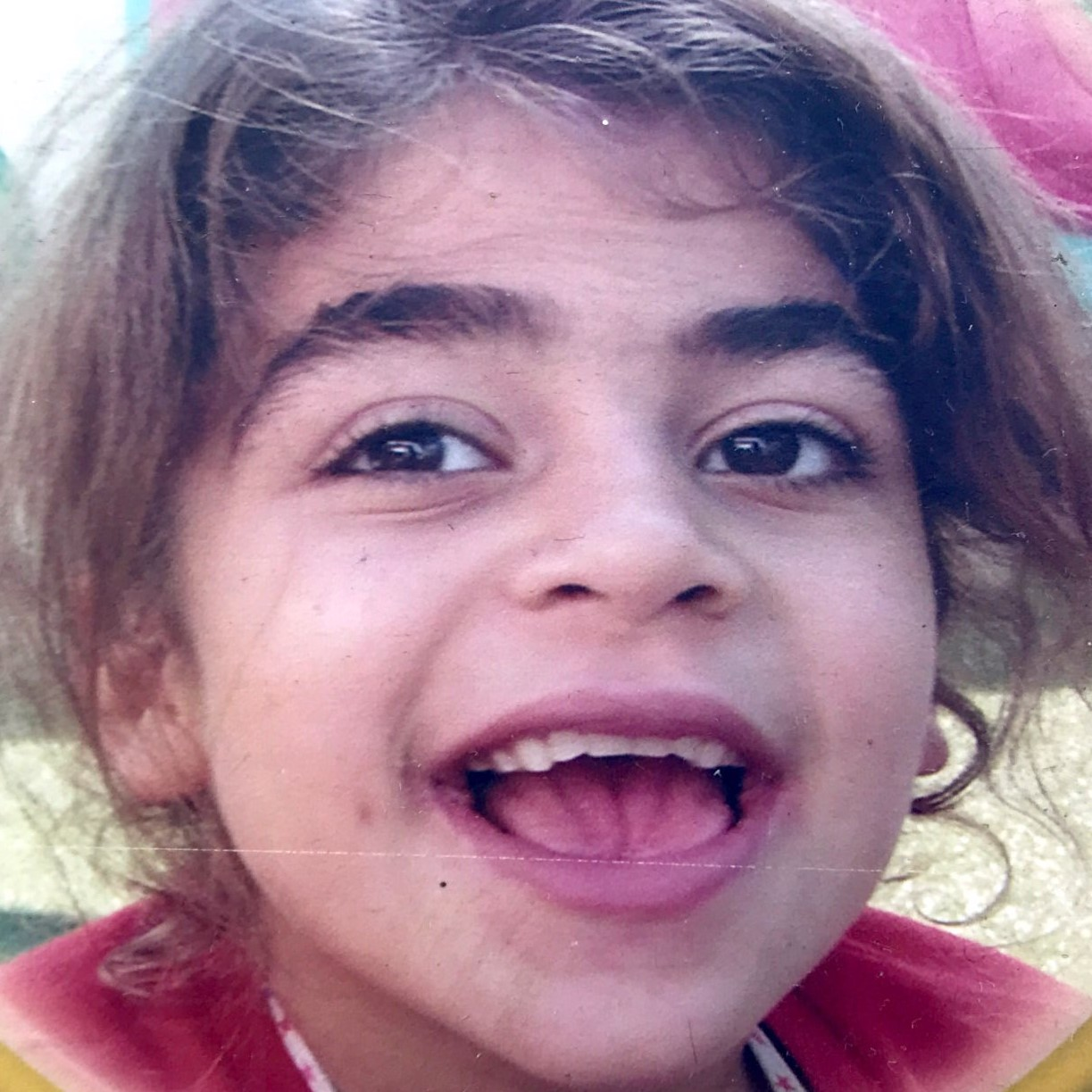
Bambina con sindrome di Sanfilippo

La sindrome di Sanfilippo o MPS III è la terza manifestazione conosciuta tra le mucopolisaccaridosi. Si tratta di una rara malattia genetica facente parte dell'eterogeneo gruppo delle malattie da accumulo lisosomiale, dovuta ad un accumulo di mucopolisaccaridi, caratterizzata da un grave e rapido deterioramento mentale.
Se ne conoscono 4 varianti, determinate ciascuna da un diverso deficit enzimatico, che sono diversamente rappresentate nei vari paesi.

## Storia
Prima del 1961 la sindrome di Sanfilippo era considerata una variante della malattia di Hurler.
Fu nel 1961 che su una bambina con epatosplenomegalia Harris constatò l'escrezione urinaria di abnormi quantità di eparan-solfato. Due anni dopo, nel 1963, un gruppo di ricercatori australiani coordinato da Sylvester Sanfilippo descrisse casi di bambini con ritardo mentale e mucopolisaccariduria da eparan-solfato, delineandone per la prima volta la sindrome, che da lui prese il nome.
Nel 1974, Autio e coll. utilizzarono per la prima volta il termine di "gargola" per descrivere la facies tipica di un bimbo con aspartilglicosaminuria che mostrava questa manifestazione facciale.
Nel 1964 si comprese che la malattia era dovuta ad un difetto enzimatico, e nel 1966 si comprese che la patologia e i sintomi erano dovuti ad un accumulo patologico di glicosaminoglicani, un tipo di mucopolisaccaridi. Nel 1974 fu descritta la variante di tipo A della malattia di Sanfilippo, mentre nel 1980 fu descritta la variante di tipo D, caratterizzata dalla carenza dell'enzima glucosamina 6-sulfato solfatasi.
Nel 2011 Esko e William C. Lamanna della University of California, San Diego, La Jolla,  USA hanno studiato l'attività enzimatica in fibroblasti di pazienti, rilevando che il difetto di attività enzimatica non comporta solo l'accumulo di un particolare glicosaminoglicano, l'eparansolfato, ma anche di una metabolita secondario, il dermatansolfato, che raggiunge livelli da tre a cinque volte il normale.

## Epidemiologia
La malattia si presenta nella popolazione con un'incidenza di 1-2 bambini ogni 100 000 nati. Sembra esserci una predisposizione genetica, per cui tra fratelli è più probabile avere più di un malato piuttosto che tra due individui non consanguinei. Essendo la modalità di trasmissione di tipo autosomico recessivo si ha una possibilità su quattro che il fratello di un malato di questa sindrome sia affetto dalla stessa patologia. In linea di massima, si può dire che la malattia compare nei soggetti che hanno un alterato metabolismo dei mucopolisaccaridi presenti nella membrana cellulare dei neuroni; ne consegue un progressivo e irreversibile accumulo di queste molecole nel sistema nervoso. Si distinguono 4 sottotipi o varianti:
- A prevalente e frequente in Olanda e in Australia,
- B più frequente in Grecia e Portogallo,
- C forma rara insieme a
- D.

Uno studio australiano stima così l'incidenza delle 4 varianti della Sindrome di Sanfilippo:
| Tipo di Sindrome di Sanfilippo | Incidenza approssimata | Percentuale di casi |
| ------------------------------ | ---------------------- | ------------------- |
| A                              | 1 su 100 000           | 60%                 |
| B                              | 1 su 200 000           | 30%                 |
| C                              | 1 su 1 500 000         | 4%                  |
| D                              | 1 su 1 000 000         | 6%                  |

## Eziologia
La malattia sembra causata da gravi deficit enzimatici, per i quali gli zuccheri degli eparansolfati (facenti parte del gruppo dei mucopolisaccaridi) non vengono correttamente metabolizzati accumulandosi soprattutto nel tessuto connettivo e nel tessuto nervoso, provocando per questo sintomi tipici.
Tutte le MPS III sono trasmesse con modalità autosomica recessiva.
Tutte le varianti della malattia sono dovute al deficit di uno dei quattro enzimi necessari per la degradazione del eparan-solfato (HS).
Gli enzimi geneticamente mutati nelle varie forme sono:
- Nella variante IIIA è il deficit di eparan sulfamidasi.
- Nella variante IIIB è il deficit di alfa-N-acetilglucosaminidasi.
- Nella variante IIIC è il deficit di alfa-glucosaminide N-acetiltransferasi.
- Nella variante IIID è il deficit di N-acetilglucosamina-6-solfato sulfatasi.

I quattro geni codificanti per questi enzimi sono stati mappati sui rispettivi loci:
- MPS IIIA su 17q25,
- MPS IIIB su 17q21,
- MPS IIIC nella regione pericentromerica del cromosoma 8,
- MPS IIID su 12q14

di questi sono state identificate numerose mutazioni.

## Diagnosi

La sindrome di Sanfilippo ha una trasmissione di tipo autosomico recessivo.

Gli alti livelli di eparan solfato (HS) nelle urine sono il mezzo che permette di fare la diagnosi, mentre la ricerca dello specifico deficit di uno dei quattro enzimi su colture leucocitarie o su culture di fibroblasti permette di distinguere fra i 4 sottotipi di MPS III.
I tipi IIIA e IIID necessitano della misurazione dell'attività comparata di un'altra solfatasi; ciò è necessario per escludere la malattia di Austin, dovuta a deficit multiplo di solfatasi.
Quando la mutazione è stata identificata vanno ricercati gli eventuali altri soggetti eterozigoti presenti nella stessa famiglia.

## Sintomatologia
L'epoca di esordio della malattia è intorno ai 2-4 anni di età, con una sintomatologia rappresentata da: disturbi del comportamento (ipercinesia, aggressività) e deterioramento mentale, disturbi del sonno e dismorfismi molto lievi.
Il coinvolgimento neurologico diviene più evidente intorno ai 10 anni, con perdita delle capacità motorie e problemi di comunicazione. Le convulsioni spesso insorgono dopo i 10 anni.
La forma più grave è la IIIA, anche se sono stati descritti alcuni pazienti con forme attenuate.
Le forme IIIB e IIID sono le più eterogenee come manifestazioni, mentre la forma IIIC è intermedia a queste ultime.
È spesso presente la cosiddetta "facies lunaris", una faccia abnormemente rotondeggiante dai caratteristici accumuli di grasso sulle guance, chiamata anche "gargiola". Sono poi presenti gravi malformazioni scheletriche: si riscontra spesso una particolare atrofia della spina dorsale, e malformazioni muscolari con dolori generici, tremori e gravi atrofie. Sono sempre presenti epatomegalia e splenomegalia, ossia l'ingrossamento del fegato e della milza, e un ritardo delle sviluppo psicomotorio di media-grave entità.
I primi segni della malattia sono dati da un cambiamento nel comportamento del bambino, che diventa iperattivo (corre tutto il tempo) con tendenze all'autolesionismo.
Questo periodo è seguito da una diminuzione dell'attività con perdita dell'udito. Il viso si modifica, e i lineamenti appaiono grossolani con ampliamento della base della faccia. I capelli diventano crespi. La perdita progressiva dell'attività porta ad una riduzione dell'autonomia. Si ha una completa perdita del controllo sfinterico e si può anche verificare incontinenza urinaria. Il paziente perde gradualmente il contatto con l'ambiente circostante anche per le frequenti crisi epilettiche.

## Terapia
Non sono note terapie specifiche efficaci. È possibile solo la diagnosi prenatale con la ricerca dei deficit enzimatici nel trofoblasto e nell'aminiocita durante la gravidanza.
In questa malattia il trapianto allogenico di midollo osseo non è indicato; nelle varianti IIIA e IIIB sono in corso promettenti ricerche sull'animale.
L'unico approccio terapeutico possibile prevede un sostegno familiare multidisciplinare di tipo sintomatico.
Il trattamento classico dei bambini con sindrome di Sanfilippo consiste nel trattamento delle modificazioni del comportamento con risultati modesti.
A tale proposito sembra possibile che episodi intermittenti di pressione intracranica elevata possano essere il meccanismo che causa i cambiamenti nel comportamento osservato in alcuni bambini con la sindrome di Sanfilippo. Alcuni autori, in questi casi, consigliano il posizionamento di uno shunt ventricolo-peritoneale.
La disfagia può essere gestita con la transizione ad un'alimentazione enterale (alimentazione liquida) attraverso una nutrizione con un sondino naso-gastrico. La perdita progressiva della capacità di camminare porta ad una maggiore rigidità articolare; questo fatto può essere evitato con un'opportuna fisioterapia.

### Terapie sperimentali
Un recente lavoro gennaio 2011 chiarisce lo stato dell'arte per il trattamento di questa grave sindrome; le opzioni terapeutiche sperimentali indicate sono:
- la terapia enzimatica sostitutiva o (ERT),
- trapianto di cellule staminali emopoietiche o (HSCT),
- riduzione della terapia substrato o (SRT),
- la terapia chaperone-mediata, e
- la terapia genica.

Anche se l'efficacia clinica non è stato ancora pienamente dimostrata, per nessuna di queste terapie, è probabile che sviluppi futuri porteranno a un trattamento in grado di modificare l'evoluzione della malattia.

#### Terapia enzimatica sostitutiva o ERT
La terapia enzimatica sostitutiva o ERT secondo Bielicki et al. (1998) potrebbe trovare nella somministrazione dell'enzima: sulfamidasi-recombinante, un possibile sbocco terapeutico.
Sono state studiate sulfamidasi-ricombinanti che hanno mostrato su modelli animali una buona risposta.

#### Terapia genica
La terapia genica è sperimentata sull'animale (cane) con risultati molto promettenti.

#### Genisteina
Un recente studio polacco condotto presso il Dipartimento di Biologia Molecolare, Università di Danzica, Polonia indicherebbe l'utilità dell'assunzione del flavonoide genisteina  in combinazione con altri flavonoidi, come un metodo per migliorare l'efficienza della terapia di riduzione del substrato (RST) nella MPS III. La ricerca è anche supportata da un altro studio di ricerca dell'University of Manchester, UK che suggerirebbe nella geisteina un utile principio attivo capace, potenzialmente, di rallentare l'evoluzione della malattia.
Altri studi hanno esaminato in modelli in vitro e sull'animale il ruolo della geisteina nel trattamento delle MPS.

Ancora ricercatori polacchi del Dipartimento di Biologia Molecolare, Università di Gdanskin, in uno studio del 2010 sottolineano il ruolo della genisteina nel ridurre l'accumulo di glicosaminoglicani, la cui distribuzione è alterata nella malattia di Sanfilippo.
Studi in vitro, su animali e studi clinici indicano che l'evoluzione della malattia può essere significativamente rallentata o interrotta, usando una dose adeguata di genisteina.
Secondo questi autori la genisteina potrebbe rappresentare una speranza reale per i pazienti affetti da gravi malattie ereditarie con meccanismi patogenetici relativamente complessi, come la quelle che interessano il sistema nervoso centrale.

#### Ricerche in corso
Dal sito della The Canadian MPS Society (aggiornato all'ottobre 2010) sono segnalati i centri che nel mondo si occupano di ricerca sulla terapia della sindrome di Sanfilippo. Essi sono:
- Il Dr. Grzegorz Wegrzyn in Polonia che conduce ricerche sulla riduzione del substrato (SRT) con la genisteina sulla sintesi dei glicosaminoglicani.
- Uno studio clinico fatto con una frazione agliconata di genisteina ad alte dosi è iniziato presso il gruppo di ricerca coordinato da Simon Jones a Manchester, Mentre Frits Wijburgsta sta conducendo uno studio con la genisteina presso il Medical Centre di Amsterdam.
- Il Dr. JM Heard dell'Istituto Pasteur di Parigi, sta attualmente reclutando pazienti per uno studio clinico sulla variante MPS IIIB con la terapia genica AAV.
- La Shire Pharmaceuticals Group, come parte del suo programma di ricerca valuta nuovi approcci al problema della terapia del sistema nervoso centrale nella MPS, con l'obiettivo di sviluppare un suo programma di ricerca sulla MPS IIIA.